# Дандас, Генри, 3-й виконт Мелвилл
Генри Дандас, 3-й виконт Мелвилл (англ. Henry Dundas, 3rd Viscount Melville; 25 февраля 1801 — 1 февраля 1876) — британский военный деятель и пэр.

## Карьера
Родился 25 февраля 1801 года. Старший сын Роберта Дандаса, 2-го виконта Мелвилла (1771—1851), и его жены Энн Хак-Сондерс (? — 1841).
Генри Дандас поступил на службу в качестве лейтенанта 3-го (или шотландского) гвардейского полка в 1819 году. Он был повышен до капитана 83-го полка в 1824 году, майора в 1826 году и подполковника в 1829 году.
Генри Дандас заседал в Палате общин Великобритании от Рочестера (1826—1830) и Уинчелси (1830—1831). Он был назначен кавалером ордена Бани в 1839 году.
В 1837 году он принимал активное участие в подавлении Канадского восстания в битве у Мельницы, после чего был назначен полковником и адъютантом королевы Виктории в 1841 году.
Он сыграл выдающуюся роль в Индии в качестве бригадного генерала в 1848—1849 годах, выбранный командовать колонной, отправленной из Бомбея для сотрудничества с армией лорда Гофа во Второй англо-сикхской войне. Он был вторым командующим при взятии Мультана, а затем присоединился к основной армии со своими силами для битвы при Гуджарате.
Он вернулся в Англию в 1850 году и стал 3-м виконтом Мелвиллом после смерти своего отца в 1851 году. Он стал главнокомандующим Шотландии в 1854 году оставаясь на этом посту до 1860 года, в котором он был назначен губернатором Эдинбургского замка . Он был повышен до звания генерала в 1868 году .
Он умер неженатым в замке Мелвилл, недалеко от Эдинбурга, в 1876 году. Он похоронен в простом склепе Дандас на кладбище Олд-Ласуэйд Киркьярд вместе со своими предками и потомками.
Его младший брат, Ричард Сондерс Дандас, был видным военно-морским офицером.
Его преемником на посту виконта Мелвилла стал его брат Роберт.